# Данилейко Семен Григорович
Семе́н Григо́рович Даниле́йко (23 вересня 1927, село Петриківка,
Дніпропетрвська область — 17 серпня 1981, Дніпропетровськ, УРСР) — український поет; член СПУ (1960).

## Життєпис
Народився 1927 року в селі Петриківка колишнього Царичанського району на Дніпропетровщині в родині хлібороба: батько — Григорій Оксентійович, а мати — Анастасія Оникіївна. Закінчив Петриківську неповну середню школу, а після працював у колгоспі. З 1944 року працював слюсарем на Дніпропетровському трубопрокатному заводі ім. Леніна. У 1947 році пішов служити до Радянської Армії, в 1951 р. знову повернувся на завод, де працював до останніх днів життя.
Літературною працею займався з 1955 р. Був членом літстудії «Сталь» при заводі ім. Леніна. Друкував вірші у республіканських газетах і журналах, у заводському літературному альманасі «Наше слово». У 1958 році видав першу збірку поезій «Рідна сторона», передмову до якої написав Олесь Гончар. У 1960 році видав другу збірку «Я – син землі», затим «Неспокій» (1963).
Оспівував рідну Петриківщину, працю хліборобів і сталеварів. Для творчості характерні щирість, ліричність, народність..
Окремі вірші опубліковано у колективному збірнику «Над широким Дніпром» (1958).
У 1960-х роках розпочав роботу над романом у віршах «Чумацький хутір». Над твором працював понад 25 років. Роман залишився невиданим. Лише окремі глави, після смерті автора, були опубліковані на сторінках заводської багатотиражки «Ленінець» та обласної газети «Днепровская правда».
Усі книги видано у Дніпропетровську.
З 1958 року — член Спілки письменників. Був чи не єдиним членом письменницької організації, котрий залишався простим робітником.
У 1960-х – 1970-х роках за національні погляди, які висловлював відкрито, любов до рідної мови, про яку писав у своїх віршах отримав «традиційний» ярлик націоналіста. Неодноразово порушувалася справа про арешт Данилейка. Творча криза, душевна спустошеність, розчарування в тодішній дійсності, різні житейські конфлікти привели до смерті поета у 1981 році.
Був одружений з Гаф'єю Климівною. У них залишилася донька — Валентина.

## Пам'ять
Творчість Данилейка увічнив двома роботами «Гомоніли всюди чепурухи-вишні..» та «Стоїть вітряк …» петриківський художник, майстер народного декоративного розпису та народної декоративної графіки Федір Панко (1924 — 2007).
У Петриківській неповній середній школі, де навчався поет, вчителька української мови та літератури Людмила Кальченко стала ініціаторкою створення музею-куточку в школі.